# Vilniaus universiteto ligoninė Santaros klinikos

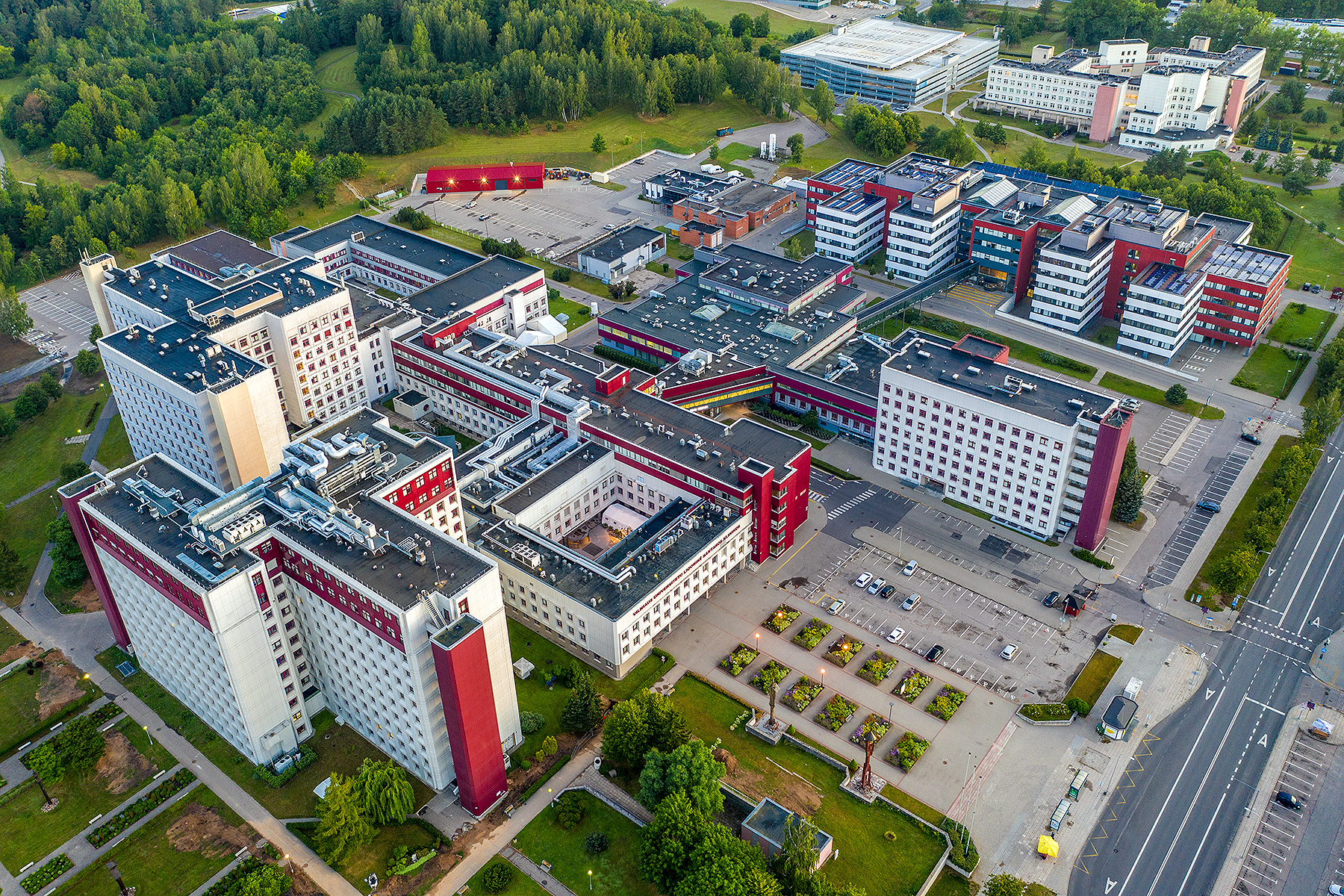
Santaros-Kliniken

Die Santaros-Kliniken (seit 2017 litauisch VšĮ Vilniaus universiteto ligoninė Santaros klinikos) in Vilnius sind das  Universitätsklinikum der Universität Vilnius in Santariškės. Sie sind die größte medizinische Einrichtung der Stadt. In der Gruppe der Kliniken arbeiten 5168 Mitarbeiter, davon 1269 Ärzte und 1944 Pfleger. Bis 2017 war der Name Santariškių klinikos.

## Filialen
- Kinderkrankenhaus Vilnius, lit. Vaikų ligoninė[1]
- Staatliches Pathologiezentrum, Valstybinis patologijos centras[2]
- Krankenhaus für Infektionskrankheiten und Tuberkulose, Infekcinių ligų ir  tuberkuliozės ligoninė[3]

## Mitarbeiter
- bis 2015: Valmantas Budrys (1958–2015), Neurologe und Professor
- 2009–2013: Jadvyga Zinkevičiūtė (* 1949), Politikerin, Vizeministerin